# Piràmide de Khentkaus II
La Piràmide de Khentkaus II és la piràmide d'aquesta reina situada en la necròpoli d'Abusir al-Melek d'Egipte, erigida durant la Dinastia V. La reina Khentkaus II degué governar Egipte com a reina després de la mort del seu espòs Nefererkare. La piràmide actual és una ruïna en molt mal estat, amb només 4 metres d'altura.

## Descobriment

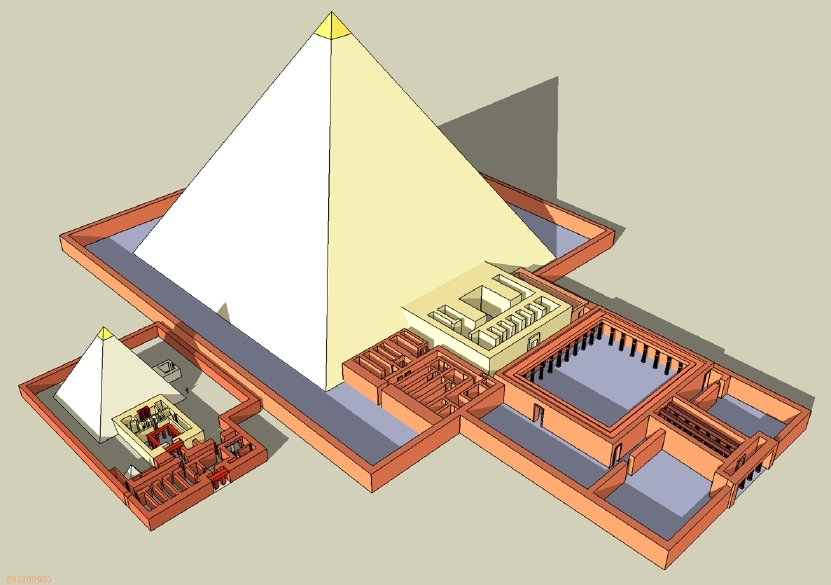
Ubicació del complex piramidal de Khentkaus II dins del conjunt piramidal de Nefererkare

La zona de la piràmide de Khentkaus II, al sud del conjunt piramidal de Nefererkare, va ser explorada per primera vegada a començaments del segle xx per Ludwig Borchardt, que també va trobar restes que identificà incorrectament com una mastaba doble.
Entusiasmat pel descobriment d'un fragment de papir de la Dinastia V, l'arqueòleg txec Miroslav Verner investigà la zona, fins llavors inexplorada, durant les excavacions que feu a Abusir al-Melek entre el 1975 i 1980. En el procés va descobrir que no es tractava d'una mastaba, sinó d'un petit conjunt piramidal.
Gràcies a les seues excavacions, Verner va poder assignar l'estructura a una reina anomenada Khentkaus. Al principi no era clar si es tractava del mateix individu que Khentkaus I, de la Dinastia IV, la piràmide de la qual es troba a Guiza. Tant Khentkaus I com Khentkaus II tenien un títol inusual que indicava que havien governat Egipte personalment. A partir del context arqueològic, es pogué datar la piràmide d'Abusir al-Melek de la Dinastia V i identificar la propietària de la piràmide amb l'esposa de Nefererkare: Khentkaus II.

## Construcció
La construcció de la piràmide de Khentkaus II començà durant el regnat del seu marit Nefererkare i sembla que es va planejar com una simple piràmide dins del conjunt piramidal de Nefererkare. Les inscripcions d'aquesta fase de la construcció donen el nom de Khentkaus amb el títol de "Gran esposa reial". Entre el desé i l'onzé any de regència, es va produir un canvi en l'obra, que en aquest moment havia arribat a l'alçada del sostre de la cambra sepulcral. El motiu del canvi degué ser la mort del rei.
Tot i que no es pot descartar la continuació de l'edificació de la piràmide durant el breu regnat posterior de Neferefre, hi ha molt poques proves d'això.
Sols amb Niuserre sembla haver-se'n reprès el treball. En les inscripcions d'aquesta època, el títol de Khentkaus és "Reina mare". En aquest període s'acabaria la piràmide, s'alçà un temple en dues fases i es va construir la resta del conjunt.
També hi ha una inscripció d'aquesta època, que li dona el títol de Mw.t-nsw-bj.tj-nsw-bj.tj, que es podria llegir com a "Mare del Rei de l'Alt i Baix Egipte i Rei de l'Alt i Baix Egipte" o com a "Mare de dos reis de l'Alt i Baix Egipte". La primera interpretació indicaria que Khentkaus II degué regnar per dret propi si més no durant un breu període, cosa que també resta recolzada per la representació d'ella amb els símbols reials.

## Piràmide

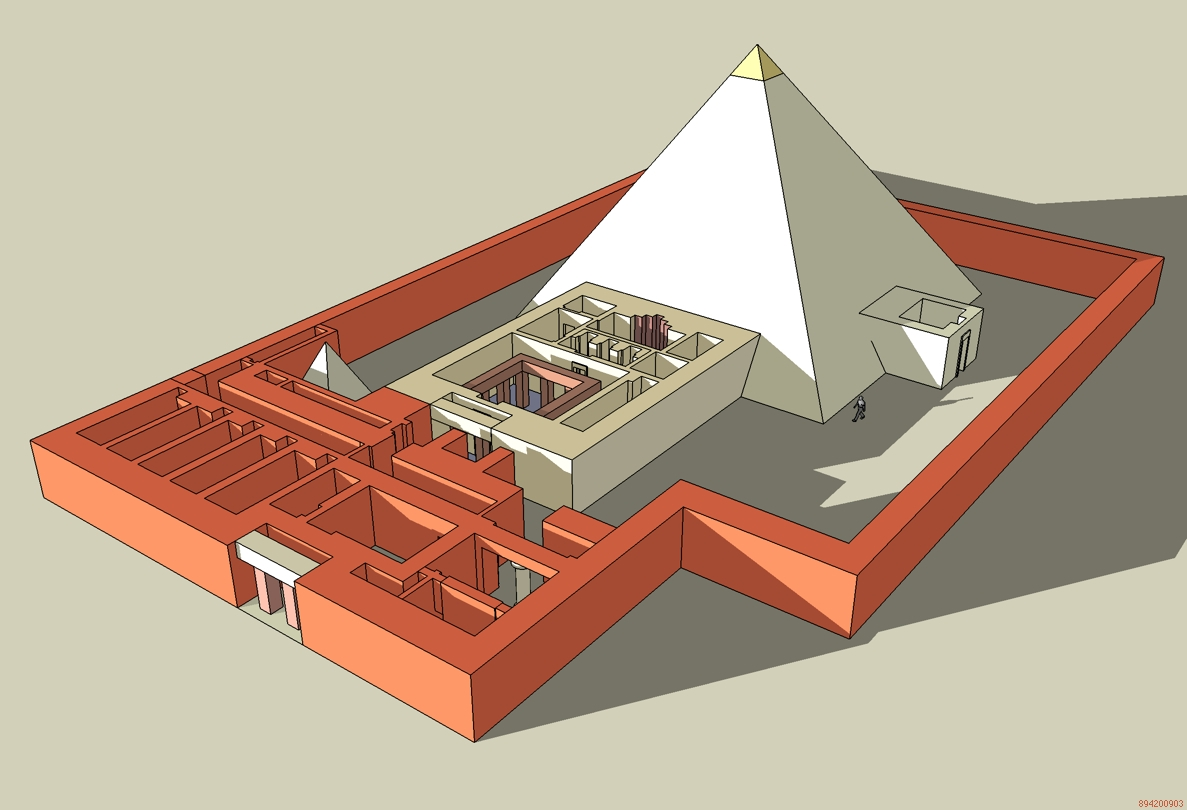
Reconstrucció de la piràmide

La piràmide tenia una base de 25 m per 25 m i, si la seua inclinació era l'angle de 52° habitual en les piràmides de la Dinastia V, llavors hauria tingut uns 17 m d'alçada. El nucli de la piràmide el formaven tres etapes de petits blocs de pedra calcària, units amb morter d'argila. Aquest material eren restes del material emprat en la piràmide de Nefererkare. El nucli sembla haver estat cobert amb un fi revestiment de pedra calcària de Tura. La part de dalt de la piràmide era coronada per un piramidó de granit gris-negre, els fragments del qual es van trobar en les ruïnes.
En la primera fase de construcció, amb Nefererkare, es feu l'estructura central de la piràmide, però no pas el revestiment ni el temple funerari. L'evidència suggereix que el revestiment s'hi afegí per primera vegada quan es va construir el temple mortuori de pedra calcària, amb Niuserre.
L'estructura de la piràmide fou greument danyada per espoli en l'antiguitat, i és per això que les ruïnes ara tenen només 4 m d'alçada. El treball de maçoneria i material de mala qualitat en facilitaren la destrucció.

### Infraestructura
La subestructura de la piràmide és una tomba plana i oberta ben conservada. Des del nord, un passadís baixa durant la meitat de la seua longitud, després continua en horitzontal i gira lleument cap a l'est. Poc abans de la cambra sepulcral hi ha un parany de caiguda de granit. La cambra sepulcral s'orienta cap a l'est-oest. El material de construcció del corredor i de la cambra eren petits blocs de pedra calcària fina. El sostre de la cambra sepulcral era pla i format per blocs massissos de pedra calcària.
La cambra en si està molt danyada, però s'hi han trobat fragments d'un sarcòfag de granit rosa. També s'hi trobaren benes de la mòmia i bocins de dipòsit funerari d'alabastre. Aquestes restes indiquen que la piràmide s'emprà com a lloc de descans final de la reina.

## Complex piramidal

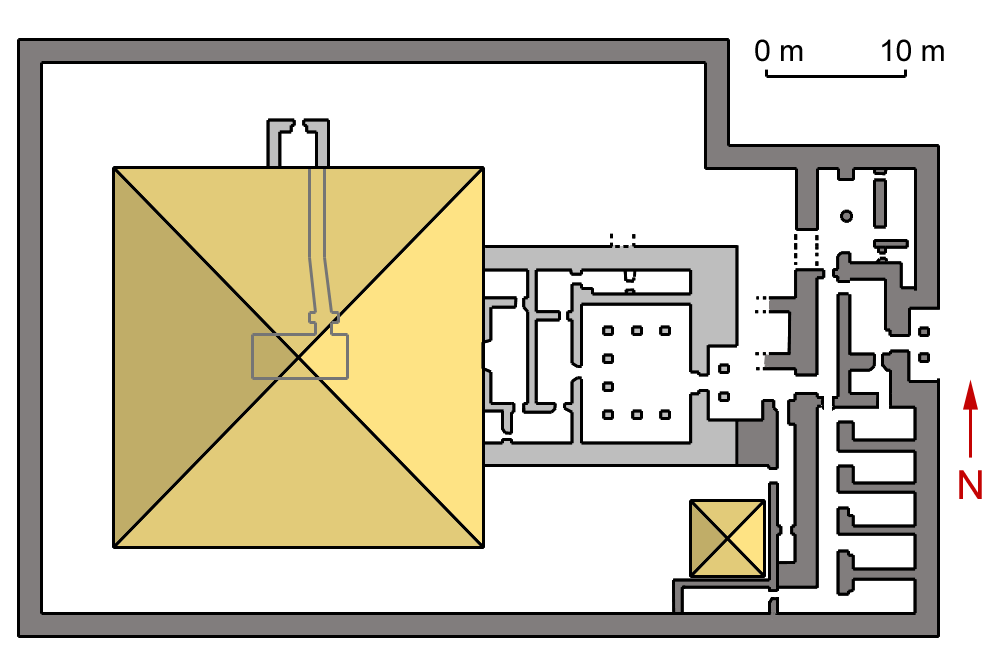
Pla de la piràmide i el temple. Gris clar: primera fase de construcció. Gris fosc: segona fase de construcció

La piràmide de Khenkaus II tenia el seu propi conjunt piramidal i no formava pas part de l'annex conjunt del marit. Conté tots els elements necessaris per al manteniment del culte funerari d'una governant. Fins ara, no s'ha trobat cap calçada ni un temple a la vall.

### Capella nord
Al centre de la banda nord de la piràmide hi ha una petita capella d'ofrenes, que devia tenir un altar. Aquesta estructura es troba lleugerament a l'est de l'entrada a la subestructura de la piràmide. Hui només es conserven mínims vestigis de la capella nord.

### Piràmide de culte
A la cantonada sud-est hi havia una petita piràmide de culte, que feia 5,2 x 5,2 m a la base i tenia una alçada d'uns 4,5 m, prou més inclinada que la piràmide principal, amb una inclinació d'uns 60°. La piràmide de culte era del mateix material que la paret exterior del conjunt i es va construir com a part d'una ampliació tardana, juntament amb la segona fase de la construcció del temple mortuori. La piràmide de culte ha estat destruïda quasi totalment: només en resten lleugers vestigis. Fins ara no s'hi ha detectat cap subestructura.

### Temple funerari

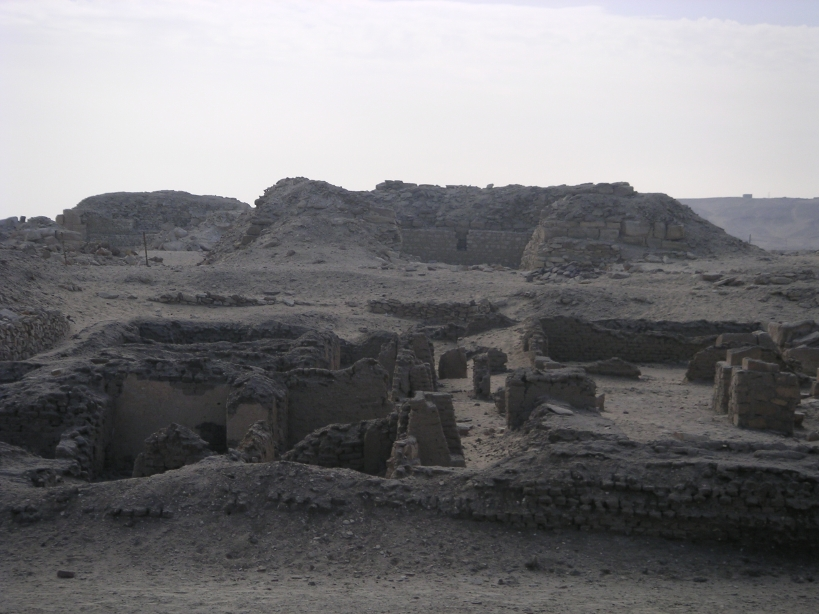
Restes del temple funerari interior de la piràmide de Khentkaus II. Al fons hi ha les ruïnes de la piràmide de Lepsius XXIV i la piràmide doble

El temple funerari és al costat est de la piràmide i es va construir com a part de la fase final del conjunt, amb Niuserre. La construcció del temple es feu en dues fases: primer s'edificà un petit temple de pedra calcària, que després s'amplià amb rajola de tova.
Al temple de pedra calcària s'entrava per l'est per un pòrtic amb columnes. A dins, hi havia un pati amb pilars de vuit columnes, una sala amb setze estàtues de culte de la reina, segons un fragment de papir de l'arxiu del temple, una sala d'ofrenes amb una porta falsa de granit rosa, un altar i cambres d'emmagatzematge. Una escala duia a una terrassa a la teulada. La sala d'ofrenes (i potser altres sales) es decorava amb imatges en relleu i inscripcions. Els pilars del pati tenien una decoració semblant. Un en tenia una representació de la reina amb l'ureu al front, un símbol reial que s'ha interpretat com que Khentkaus II era regnant. Altres imatges mostren escenes d'ofrenes, el banquet funerari, paisatges, processons i escenes familiars.
En l'ampliació del temple en la segona fase, s'hi afegí una entrada al costat est, així com cinc cambres d'emmagatzematge més i una cambra de sacerdots. Es va utilitzar rajola de tova per a aquestes addicions, en lloc de maçoneria de pedra calcària. Es va construir un mur de tova al voltant del conjunt, separant-lo del de Nefererkare.
El culte funerari de Khentkaus II encara està testificat més de tres-cents anys més tard, a la fi de la Dinastia VI.

### Mur compost
El conjunt estava envoltat per un enorme mur de tova. Algunes restes d'un mur de pedra calcària anterior, de la primera fase de construcció, indiquen que el conjunt estava destinat en un principi a estar connectat amb el del marit. El conjunt de la reina se'n feu independent durant l'ampliació del temple funerari.

## Espoli i destrucció
La piràmide fou saquejada per primera volta en el Primer Període Intermedi. En l'Imperi Mitjà, tornà a ser oberta i el sarcòfag es reutilitzà per a soterrar un xiquet. El conjunt va patir importants danys a la fi de l'Imperi Nou com a conseqüència d'un espoli. El material extret es va reutilitzar en noves construccions.